# Halle (Heve)
Die Halle ist der 6,2 km lange, orografisch rechte Quellfluss der Heve im nordrhein-westfälischen Warstein, Deutschland.

## Geographie
Der Bach entspringt östlich von Hirschberg an der Südwestflanke der Kahlenbergsköpfe genannten Erhebung auf einer Höhe von 430 m ü. NN. Zunächst nach Südwesten abfließend wendet sich der Bach schon nach 100 Metern in einem weiten Bogen nach Nordwesten. Etwa 3 km nordwestlich von Hirschberg vereinigt sich die Halle auf 293 m ü. NN mit dem Lottmannhardbach zur Heve.
Bei einem Höhenunterschied von 137 m beträgt das mittlere Sohlgefälle 22,1 ‰. Das 8,649 km² große Einzugsgebiet wird über Heve, Möhne, Ruhr und Rhein zur Nordsee entwässert.